# Ptilotrichum spinosum
Ptilotrichum spinosum là một loài thực vật có hoa trong họ Cải. Loài này được (L.) Boiss. miêu tả khoa học đầu tiên năm 1839.